# Hexenküche (Computerspielreihe)
Hexenküche, im englischen Original Cauldron, ist eine dreiteilige Jump-’n’-Run-Computerspielreihe. Die ersten beiden Spiele wurden 1985/86 für den C64, den ZX Spectrum, Enterprise/Mephisto und den Schneider/Amstrad CPC veröffentlicht. Ein dritter Titel wurde 1992 für Amstrad CPC, Amiga, Atari ST und DOS veröffentlicht.

## Beschreibung
Hexenküche wurde 1985 von Palace Software veröffentlicht. In diesem Spiel steuert man eine Hexe, die Zaubergegenstände in der Spielewelt sammeln und zusammenbrauen muss. Man startet im Hexenhaus, welches man verlässt, um in der Außenwelt die Höhleneingänge zu finden. In den einzelnen Höhlen, in denen man nur noch springen kann, findet man die einzelnen Zaubergegenstände, die man zurück ins Hexenhaus bringen muss. Hat man alle Gegenstände zusammengebraut, kann man den Endgegner, den großen Kürbis, besiegen und den Schatz, der von ihm behütet wird, einkassieren.
Mit Hexenküche II: Der Kürbis schlägt zurück (Cauldron 2: The Pumpkin Strikes Back) kam 1986 ein Nachfolger für dieselben Computersysteme auf den Markt. Hier steuert man nun den Kürbis in einem riesigen Schloss, in dem man herumhüpfen, Gegenstände in der richtigen Reihenfolge sammeln und schließlich die Hexe des Schlosses töten muss. Die Steuerung des hüpfenden Kürbisses erinnert an Wizball.
1992 veröffentlichte das französische Unternehmen Titus Software den Titel Super Cauldron für Amstrad CPC, Amiga, Atari ST und DOS.